# Flatøya (Bømlo)
Ne doit pas être confondu avec Flatøya, Flatøya (Bjørnafjorden) ou Flatøya (Sveio).
Flatøya est une île norvégienne du comté de Hordaland appartenant administrativement à Bømlo.

## Description
Rocheuse et couverte d'arbres, elle s'étend sur environ 351 m de longueur pour une largeur approximative de 178 m. 